# Tard
Tard is een plaats (község) en gemeente in het Hongaarse comitaat Borsod-Abaúj-Zemplén. Tard telt 1436 inwoners (2001).